# Teatro del Pueblo (Ciudad de México)
Teatro del Pueblo es un teatro de la Ciudad de México de 1934, ubicado en el Centro Histórico.

## Historia
En 1934 el Gobierno de México decidió construir un complejo que incluyó el mercado Abelardo L. Rodríguez y un teatro en los terrenos que ocuparon antiguos colegios jesuitas de San Pedro y San Pablo y de San Gregorio. Tras la expulsión de los jesuitas de la Monarquía Hispánica de 1767, el recinto pasó a administración de la Orden de San Agustín. Las instalaciones tuvieron distintos usos civiles como cuartel y hospital. En 1921 fue restaurado por iniciativa de la Secretaría de Educación Pública.
Parte de la estructura fue reutilizada para los nuevos recintos. El arquitecto de la obra fue Antonio Muñoz. El recinto fue llamado oficialmente Centro Cívico Álvaro Obregón, pero desde la inauguración del mismo comenzó a ser llamado por la prensa "teatro del pueblo". El gobierno presidido por Abelardo L. Rodríguez realizó distintas obras públicas que tenían como objetivo por un lado, la realidad de la posrevolución. Por otro, realizar obras públicas donde pudiera contenerse muralismo mexicano.